# Ligne ferroviaire Chine-Népal
Cette page contient des caractères d'alphasyllabaires indiens. En cas de problème, consultez Aide:Unicode.
La ligne ferroviaire Chine-Népal (chinois : 中尼铁路 ; népalais : चीन-नेपाल रेलवे) est une ligne ferroviaire chinoise et népalaise d'altitude projetée. La ligne reliera Katmandou à Shigatsé, au Tibet, et traversera la frontière sino-népalaise entre le xian de Gyirong et le district de Rasuwa.

## Histoire
En 2006 est inaugurée la ligne ferroviaire Qing-Zang, première ligne du Tibet. La même année, le Gouverneur de la Région autonome du Tibet, Qiangba Puncog, indiqua à l'actuel Premier ministre népalais Khadga Prasad Oli, alors Vice-Premier Ministre, que le chemin de fer devrait être prolongé jusque Shigatse, voire jusqu'à la frontière entre le Népal et la république populaire de Chine.
En 2016, lors de la visite du Premier Ministre népalais en Chine, les deux pays signèrent un traité de commerce et de transport, prévoyant notamment la construction d'une ligne ferroviaire rapide entre Katmandou et la frontière chinoise. En juin 2018, cette construction fut l'un des projets de coopération approuvés par les deux parties,. Un accord intervint en aout 2018 quant à l'étude de préfaisabilité du projet.
La première extension du chemin de fer tibétain fut la ligne ferroviaire Lhassa-Shigatsé, ouvert en 2014. Le prolongement de celle-ci jusque Gyirong est attendu pour 2022.

## Tracé
En Chine, le chemin de fer parcourra 556 km avant d'atteindre la frontière avec le Népal, suivant pour l'essentiel le tracé de la route nationale 318. Après avoir quitté Shigatsé, il transitera par Lhatse, Sa'gya, Dinggyê, Tingri, et Nyalam. Après Nyalam, la ligne de chemin de fer suivra la route nationale 219 jusque Gyirong (en).
La section népalaise sera longue de 72 km, et devrait être la partie la plus complexe à réaliser, vu les difficultés du relief de Himalaya dans la région. 98.5% de cette partie devrait être constituée de ponts et de tunnels. Il y aura quatre gares sur le parcours, dont le terminus de Sankhu (en) à Katmandou. Une extension vers Pokhara et Lumbini est prévue.
Une option d'une liaison via un tunnel sous l'Everest a également été étudiée.